# Cantherhines fronticinctus
Cantherhines fronticinctus es una especie de peces de la familia Monacanthidae en el orden de los Tetraodontiformes.

## Morfología
Los machos pueden llegar alcanzar los 25 cm de longitud total.

## Alimentación
Come organismos  bentónicos.

## Hábitat
Es un pez de mar de clima tropical y asociado a los  arrecifes de coral que vive entre 1-43 m de profundidad.

## Distribución geográfica
Se encuentra desde Durban (Sudáfrica) hasta las Islas Marshall y Tonga.

## Observaciones
Es inofensivo para los humanos.